# Oil and Natural Gas Corporation
A Oil and Natural Gas Corporation Limited (ONGC) é uma empresa petrolífera multinacional indiana de propriedade do governo indiano.

## História
A companhia foi estabelecida em 1955.